# 11e groupe d'autos-mitrailleuses et autos-canons
Pour les articles homonymes, voir 11e groupe (unité militaire).
Le 11e groupe d'autos-mitrailleuses et autos-canons (ou 11e GAMAC), constitué en octobre 1914, est l'un des 17 groupes d'autos-mitrailleuses et autos-canons, petites unités d'artillerie légère mobile mises à disposition de l'armée française pendant la campagne contre l'Allemagne.

## Création, dénominations et affectations
Créé dans le courant d'octobre 1914 par l'état-major du gouverneur militaire de Paris, le 11e groupe d'autos-canons de la Marine est affecté à l'état-major du 33e corps d’armée à Aubigny-en-Artois (Pas-de-Calais) début novembre. Cette affectation dure jusqu'au 10 février 1916 lorsqu'il passe sous les ordres du commandant du 21e groupe d'artillerie de 120, pour être plus étroitement contrôlé dans ses mouvements. Le groupe est dissous au front en tant qu'unité de Marine le 26 mai 1916 et immédiatement recréé comme unité de l'armée de terre sous le nom de 11e groupe d'autos-mitrailleuses et autos-canons, organiquement affecté à la 5e division de cavalerie. Ce rattachement perdure jusqu'à la fin des hostilités et est maintenu dans l'après-guerre.
Le 11e Groupe d’Autos-Mitrailleuses de Cavalerie (A.M.C.) devient 11e escadron d’autos-mitrailleuses de cavalerie (EAMC) le 1er novembre 1922 puis 15e EAMC le1er mars 1923.

## Historique des campagnes et batailles

### Campagne contre l'Allemagne
1914
Ayant gagné le QG du 33e corps d'armée le 21 novembre à Aubigny-en-Artois, il est possible que le groupe ait effectué un service dans les tranchées proches d'Arras en décembre.
1915
- En janvier, la 21e section participe à des opérations offensives à Écurie (4 km au nord d'Arras) au cours desquelles deux matelots sont tués le 21 janvier 1915. Le groupe reste stationné à Aubigny où il est positionné en défense contre aéronefs.
- De début février au 12 juin, les canonniers et mitrailleurs sont dispersés dans les tranchées pour rendre service aux servants des sections d'artillerie légère des 19e, 70e et 77e divisions d'infanterie (DI), tandis que les officiers du groupe commandent trois de ces sections.
- Du 12 au 24 juin, regroupement temporaire avec les 5e, 8e, 12e et 15e groupes d'autos-canons de la Marine et la Batterie Drouet puis suite du service précédent à l'artillerie légère pendant le mois de juillet
- De début août jusqu'à la fin de l'année service à l'artillerie de la 70e DI à aux tranchées à Ablain-Saint-Nazaire à partir du cantonnement de Vignacourt (Somme).

1916
- La mission d'assistance à l'artillerie légère se termine fin janvier. Après une période d'instruction dans la Somme en février le groupe est dirigé vers l'est. De mars au début du mois de mois de mai il fait ainsi étape à Bar-le-Duc puis à Mourmelon et Chalons-sur-Marne.
- À la mi-mai le 11e groupe est dissous en tant qu'unité de Marine et reconstitué au front, dans la Marne en tant que 11e groupe d'autos-mitrailleuses et autos-canons de cavalerie (GAMAC).
- En juillet et août il assure un service de tranchées à l'est de Reims à partir de son cantonnement d'Ambonnay.
- D'août à fin décembre, cantonné à la caserne Clarental à Lunéville il assure un service de tranchées à Hénaménil.

1917

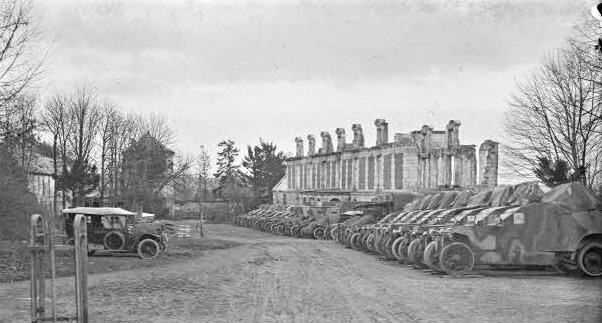
11e et 13e GAMAC (Nampcel, mars 1918).

- Durant le premier trimestre le groupe stationne dans les Vosges et dans le Doubs à Montbéliard sans engagement particulier.
- D'avril à fin mai il revient à l'ouest de Reims et dans l'Oise pour finalement installer son cantonnement à Nampcel pour cinq mois et demi, ce qui le place non loin de la basse forêt de Coucy, où il assure pendant ce temps un service de tranchées.
- À la mi-novembre, le groupe est retiré du front pour une période de repos qui l'amène à Chantilly puis à Luzarches jusqu'à fin décembre.

1918
- De retour à Nampcel pour tout le premier trimestre, le 11e GAMAC est engagé dans la défense de Noyon les 22 et 23 mars au cours de laquelle un de ses hommes est tué. Sa conduite au cours des combats lui vaut une citation à l'ordre de l'armée. Trois jours plus tard, il fait mouvement en urgence vers Montdidier où il contribue à protéger l'infanterie dans une opération de repli très périlleuse du 28 au 30 mars.
- D'avril à fin mai le groupe est au repos d'abord dans la région des Andelys, puis près d'Épernay. Il est alors appelé à participer à la défense de Fismes fin mai et doit faire face à de violents engagements.
- En juin, le groupe se replie au sud de la Marne, intervient à l'ouest d'Épernay du 16 au 20 juillet dans des combats meurtriers où une des sections, le 17, perd 12 hommes sur 28 engagés[1], avant d'occuper divers stationnements dans l'Aube, de nouveau dans la Marne vers Chalons, puis à proximité de Saint-Dizier où l'armistice interrompt ces mouvements plus ou moins erratiques.

### Après l'armistice en France
1918-août 1919
- Cinq jours après l'armistice, le 11e groupe revient des Vosges par la Lorraine, passe à Lunéville et Baccarat pour gagner Le Raincy (Seine-Saint-Denis) où il cantonne à partir du 28 novembre 1918. Les 11e et 13e GAMAC reçoivent la fourragère aux couleurs de la Croix de guerre le 18 mars 1919 lors d'une prise d'armes suivie d'un défilé. Le 11e groupe reste au Raincy jusqu'au 20 mai 1919 lorsqu'il est temporairement affecté, avec le 8e GAMAC, aux troupes d'occupation en Allemagne à Mayence.

Août 1919-1922
Le groupe quitte la Rhénanie pour sa nouvelle garnison à Melun où il arrive le 6 août 1919 pour y rester en tant qu'unité de cavalerie métropolitaine affecté administrativement au 13e régiment de dragons. Ses activités ne sont pas connues.

## Commandants du11egroupe
- Période Marine[2].
  - Lieutenant de vaisseau Antoine Audoin (octobre 1914 - 21 décembre 1915) qui commande également la 21e section.
  - L'enseigne de vaisseau de 1re classe Henri de Viguerie, chef de la 22e section depuis la création du groupe, promu lieutenant de vaisseau le 29 août 1915 prend le commandement du groupe à partir du 11 décembre 1915 jusqu'au 11 avril 1916.
- Période Cavalerie[3]
  - Capitaine Charles Tassin, par intérim à partir du départ du LV de Viguerie puis en plein exercice du 14 avril 1916 au 5 mai 1919.
  - Capitaine Victor de Galard-Terraube (26 février 1920 - 20 novembre 1920).

## Pertes du groupe
Certaines des pertes connues du 11e groupe apparaissent lors d'engagements qualifiés d'Action AMAC, pour signifier une opération dans laquelle il a été fait principalement appel aux spécificités de ces unités mobiles composées de voitures blindées, bien armées en mitrailleuses et canons, servies par du personnel expérimenté et solidaire. Il est probable que d'autres pertes n'ont pu être repérées, les victimes du 17 juillet 1918 n'ayant pas été identifiées,.
| Grade                | Nom               | Date de blessure/décès/disparition           | Circonstance                  |
| -------------------- | ----------------- | -------------------------------------------- | ----------------------------- |
| Matelot              | Guillaume Cosmao  | Tué le 21 janvier 1915                       | Action AMAC                   |
| Quartier-maître      | Gaston Goujut     | Tué le 21 janvier 1915                       | Action AMAC                   |
| Enseigne de vaisseau | Henri de Viguerie | Blessé le 1er février 1915 et le 2 août 1915 | Tranchées                     |
| Quartier-maître      | Eugène Jolivet    | Blessé le 24 avril 1915                      | Tranchées                     |
| Lieutenant           | Henri de Maubeuge | Tué le 12 octobre 1915                       | Tranchées                     |
| Maréchal-des-logis   | Louis Harquin     | Tué le 23 mars 1918                          | Action AMAC                   |
| non identifiés       | 2 hommes          | Tués le 17 juillet 1918                      | Action AMAC                   |
| non identifiés       | 7 hommes          | Blessés le 17 juillet 1918                   | Action AMAC                   |
| non identifiés       | 2 hommes          | Intoxiqués aux gaz le 17 juillet 1918        | Action AMAC                   |
| Soldat               | André Maillot     | Mort le 20 octobre 1918                      | Maladie contractée au service |

## Distinctions et décorations
Le 11e Groupe mixte d’autos-mitrailleuses et d’autos-canons reçoit trois citations à l’ordre de l’armée :
- Citation à l'ordre de la 1re armée du 30 avril 1918 :

« A pris, du 29 mars au 1er avril 1918, la part la plus glorieuse à la défense d'un important point d'appui furieusement attaqué par la garde allemande. Se portant rapidement avec un dévouement complet, sur tous les points menacés, il a aidé à repousser cinq attaques ; la sixième ayant réussi à s'emparer d'un village où trois voitures désemparées furent un instant capturées, les deux autres voitures, sous la conduite personnelle du chef de groupe, le capitaine Tassin, non seulement délivrèrent les trois premières, mais contribuèrent de façon décisive par leurs feux et leur marche en avant à la reprise totale du village par l'infanterie enthousiasmée. »

- Décision du maréchal de France, commandant en chef les armées de l'Est, du 9 février 1919 :

« Chargé, le 23 mars 1918, de coopérer à la défense de Woureol, après une pénible marche de nuit, a, avec un inlassable dévouement et au prix de pertes sévères, apporté aux faibles forces d'infanterie chargées de la défense de ce point d'appui une aide précieuse. Se portant en avant à la rencontre de l'ennemi, partout où il était signalé et le mitraillant à moins de 100 mètres, l'a tenu en respect en lui causant de lourdes pertes, ayant ses voitures criblées de balles et ses mitrailleuses enrayées a continué le combat avec ses F. M. jusqu'à épuisement des munitions et jusqu'à la nuit, permettant par sa conduite héroïque, à l'infanterie, de tenir sur ses positions. »

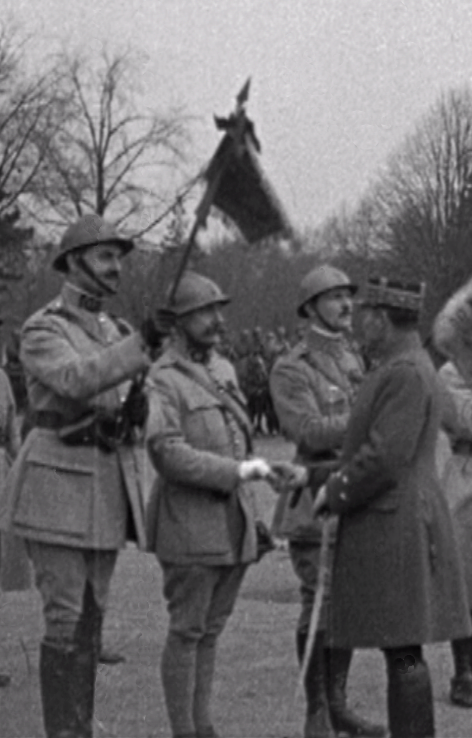
Remise de la fourragère au 11e GAMAC (18 mars 1919 Vincennes)

Ces deux citations lui valent de se voir attribuer le 17 février 1919 la fourragère aux couleurs de la Croix de guerre, épinglée sur son fanion par le général Humbert, commandant la 3e armée, lors d’une prise d'armes à Vincennes le 18 mars 1919.
S’y ajoute cette citation du 15 mai 1918 à l’ordre de la 3e armée, prononcée dans des termes identiques à celles des 13e et 16e groupes :

« Le 11e Groupe d’autos-canons et autos-mitrailleuses : engagé dans la bataille au cours d’opérations récentes sous les ordres du capitaine Tassin a donné la preuve d’une audace et d’une endurance remarquables. Sans cesse sur la brèche, a pris part journellement à de durs combats, harcelant l’ennemi, accompagnant à différentes reprises les vagues d’assaut d’infanterie, contribuant à faciliter leur progression ou couvrant leur retraite. A assuré les service des liaisons sous les feux les plus violents, tenant le commandement au courant des projets de l’ennemi et rapportant des renseignements toujours contrôlés. Cette unité a donné à tous le plus bel exemple de hardiesse et de mépris du danger et a rendu, dans une période difficile les plus éminents services. »

## Personnalités ayant servi au sein du groupe
- Joseph d'Astorg (1887-1944), lieutenant, résistant, mort pour la France en déportation.
- Félix Del Marle (1889-1952), soldat mitrailleur, artiste peintre, illustrateur régulier de Taca Tac Teuf Teuf, le journal de tranchées des groupes d'autos-mitrailleuses, édité par deux soldats du 12e GAMAC.
- Marie Joseph Victor Élie de Galard-Terraube (1875-1956), saint-cyrien, capitaine, porte le titre de comte, membre d'une lignée aristocratique, nombreuses citations, oncle de Geneviève de Galard, infirmière militaire, devenue célèbre par son courage lors de sa mission à Dien-Bien-Phu (Indochine) en 1954. Précédemment commandant du 6e GAMAC, il commande ensuite le 19e Groupe d'autos-mitrailleuses de cavalerie au Levant.
- Gaston Trouard-Riolle (né en 1888), lieutenant, fils de Georges Trouard-Riolle, directeur de l'École nationale d'agriculture de Grignon, petit-neveu d'Auguste Trouard-Riolle, député. Il passe au 2e GAMAC en octobre 1918.

## Matériels
- Lors de sa constitution

En tant que groupe d'autos-canons de la Marine, le 11e groupe est équipé de six autos-canons sommairement blindés, construits sur un châssis Peugeot torpédo type 146, de 1913, muni de son moteur 18 HP et de quatre autos-mitrailleuses Renault ED, type 1914, dotées d'une faible protection blindée, munies du même moteur.
- Dotation en blindés modèles 1915

Le 11e groupe reçoit les nouveaux modèles d'autos-canons à l'épreuve de la balle perforante allemande (dite balle S) le 1er février 1915. Les autos-mitrailleuses blindées modèle 1915 sont livrées en mai 1915.
- Dotation en autos-mitrailleuse-canon White TBC

On ne sait pas quand le groupe a été doté des nouvelles autos-mitrailleuse-canon construites selon les dessins et brevets de MM de Ségur et Lorfeuvre sur des châssis américains White TBC. Toutefois ce changement n'est pas intervenu avant 1920.
- Autres véhicules

Initialement doté de deux camions de ravitaillement Peugeot, le groupe reçoit deux camions supplémentaires en janvier 1916. À cette date il dispose aussi de deux voitures de liaison.